# Renault 12
Renault 12 er en fransk familiebil, der blev produceret fra 1969 til 1980.
Bilen fandtes som 4-dørs sedan (Berline) og som stationcar (Break). Den blev produceret under licens i mange lande rundt om i verden, helt frem til starten af det 21. århundrede. Modellen kendes også som Dacia 1300, der blev produceret helt frem til 2006.

## Motorer
Renault 12 havde en udboret version af Renault's Cléon Fonte motor, som også fandtes i Renault 8 og 10. Motoren blev udboret til 1289 cc, og ydede 60 hestekræfter (SAE). Den havde en topfart på acceptable 145 km/t.